# Blanquefort, Gers
Blanquefort är en kommun i departementet Gers i regionen Occitanien i sydvästra Frankrike. Kommunen ligger i kantonen Gimont som tillhör arrondissementet Auch. År 2022 hade Blanquefort 43 invånare.

## Befolkningsutveckling
Antalet invånare i kommunen Blanquefort
Referens:INSEE